# Gordon Tullock
Gordon Tullock (n. 13 februarie 1922, Rockford, Illinois, SUA – d. 3 noiembrie 2014, Des Moines, SUA) a fost un profesor de analiza economică a dreptului la George Mason University din Arlington, Virginia.
Tullock a primit doctoratul în drept de la University of Chicago în 1947.
A publicat peste 150 de articole și 16 cărți.
A publicat, în 1962, împreună cu James M. Buchanan The Calculus of consent Calculul consensului: Fundamente logice ale democrației constituționale, tradusă în limba română de Paul Fudulu (București: Editura Expert, 1995). Aceasta este una dintre cărțile fundamentale pentru teoria instituțiilor.

### Analiza economică a instituțiilor înThe New World of Economics
The New Word of Economics: Explorations Into the Human Experience, scrisă de către Gordon Tullock împreună cu Richard B. McKenzie, este o introducere accesibilă în analiza economică a instituțiilor și a fenomenelor sociale în general. Ideea de bază a acestei lucrări este aceea ca analiza economică poate fi aplicată și in studiul unor domenii considerate tredițional a fi distincte și care ar beneficia de metode specifice de analiză. Dintre acestea pot fi enumerate: relațiile interumane, politica, educația și altele.

### O abordare economică în studiul comportamentului uman
În primul capitol, autorii iși precizează direcția de studiu și definesc o serie de concepte pe care ei le consideră a fi specifice analizei economice. Astfel, ceea ce diferențiază economia și analiza aconomică de orice altă perspectivă este obișnuința de a gândi în termeni de alternative și decizii. Iar conceptele specifice acestei gândiri sunt următoarele:
- abstractizare= dată fiind complexitatea lumii, precum și faptul ca avem o capacitate intelectuală limitată, ecomonia, la fel ca alte discipline, trebuie să lucreze cu modele pe care le consideră reprezentative.[9]
- valori=economia este o știință amorală, care nu spune cum ar trebui sa stea lucrurile, ci analizează felul în care se prezintă ele.[10]
- individ=doar indivizii sunt agenți care acționează, niciodată grupurile. Ceea ce unii numesc acțiuni ale unor grupuri nu sunt decât sume ale acțiunilor componentilor acelor grupuri.
- comportament rațional=in viziunea economiștilor, omul este văzut ca acționând motivat de o nemulțumire, de o dorință, și ca având un scop: să obțină cât mai mult din ceea ce îi place și cât mai puțin din ceea ce îi displace. Astfel, orice individ rațoinal va avea un comportament predictibil.
- cost=orice acțiune umană înseamnă alegeri intre alternative relevante și orice alegere implică niște costuri. Costul preferării unei variante este egal cu valoarea celei mai dorite alternative la care renunți.[11]
- costul marginal=consumarea oricărui bun se face gradual, nu integral in același timp. Adică orice bun este impărțit in unități ale acelui bun. Și fiecare uniate aduce cu sine o "cantitate" de     satisfacție și un cost, specifice, diferite de cele ale oricărei unități anterioare sau ulterioare.     Astfel, cu fiecare nouă unitate, costul fiecărei unități adiționale( costul marginal) crește iar beneficiul scade.
- cerere=un individ continuă să consume un bun până când costul marginal al unei unități adiționale este egal cu utilitatea ei marginală (beneficiile produse de acea unitate din bun). Aceasta este regula echimarginalității. Când sunt două bunuri concurente, este avută în vedere relația dintre raporturile cost/utilitate ale acelor două bunuri și unul va fi preferat până când raporturile ajung la aceeași valoare. Dacă prețul unuia scade, cantitatea cumpărată va crește, chiar dacă utilitatea rămâne neschimbată.[12]

### Nu orice merită făcut, merită făcut bine
Una dintre presupozițiile de bază ale comportamentului rațional uman este aceea că orice om va prefera mai multă calitate decât mai puțină, in aproape orice situație. Cu toate acestea, putem observa ca oamenii se mulțumesc deseori cu mai puțin decât cel mai bun lucru posibil. Acest lucru se datorează costurilor mari implicate de calitate. Un individ rațional va crește nivelul calitativ al lucrului pe care îl face până când beneficiul adus de fiecare nouă unitate de calitate este egal cu costurile acelei noi unități de calitate. Problema costurilor este una subiectivă, fiecare individ valorizând diferit resursele angrenate in orice decizie luată.

### Relații interpersonale
- Comportamentul sexual
- Exploatarea afectivă
- Căsătorie, divorț și familie
- Producția de copii

### Fărădelege și lipsă de onestitate
- Baza economică a legii
- Aspecte economice ale fărădelegii
- Înșelătorie și minciună

## Politică, birocrație și grupuri

### Alegerile prezidențiale
Într-un sistem politic cu două partide sau cu mai multe partide, dar în care doar două își dispută puterea, cele două partide vor tinde către centru. Reprezentând totalitatea alegătorilor pe o axă, cei mai mulți se vor situa spre centru, nu spre extreme. Și, presupunând ca există un centru, situarea unui candidat oricum altfel decât aproximând acest centru, îl va costa pe acel candidat atâția alegători câți sunt între punctul unde a ales să se situeze și centru. În plus, cu cât se va depărta mai mult, oponentul său se va situa mai aproape de centru, dar în aceeși direcție ca și el, în speranța de a-i prinde pe toți acei alegători.

### Întreprinzători birocratici
Oamenii angajați în sistemul birocratic(în aceeași măsură ca și politicienii) sunt la fel ca oricare alții, având perferințele și interesele lor. Potrivit autorilor, a considera că ei iau decizii pe considerente morale, total independente de interesele lor este eronat. La fel ca oricare alți agenți de pe piață, ei caută să își creeze avantaje. Una dintre rezultatele acestui proces este faptul ca toți ceilalți indivizi rămân dezavantajați.
Um mod prin care urmărirea intereselor birocraților este dezavantajoasă pentru oameni este risipirea banilor dați de stat. Pentru a dobândi bani, influența, statut social sau orice urmăresc șefii departamentelor, ei pot investi în extinderea sau redecorarea biroului, înființarea de filiale, cu posibilitatea avansării sau retrogadării angajaților ș.a.m.d. În plus, atunci când o agenție sau un departament trebuie sa facă un lucru, prețul pe care statul trebuie să-l plătească nu va fi niciodată cel mai mic. În lipsa concurenței, statul nu are nici un control aupra diferenței dintre costul efectiv și prețul cerut de agenția sau departamentul în cauză.
Soluția propusă de autori este ca statul să preia modelul pieței. ori de câte ori un proiect  trebuie făcut și sunt vizați bani de la buget, diferitele departamente interesate, chiar și firme private, ar trebui să vină fiecare cu proiectele lor și cel mai bun să fie ales.

### Revolte și panică
Autorii constată ca există două explicații pentru fenomenele asociate cu revoltele maselor: 1)condițiile de viață sunt aspre și oamenii se răsvrătesc sau 2)există o "psihologie a masei", ceva care îi determină pe oameni să facă lucruri pe care nu le-ar face în mod normal. Totuși, spun ei, explicația comportamentului indivizilor este alta și este mult mai simplă. Independent de factorii care declanșează revolta, ceea ce se petrece in fiecare caz și ceea ce poate explica aceste fenomene este faptul că se schimbă costurile pentru cei implicați. Ideea lor este că multă lume ar vrea uneori să distrugă, din diverse motive. Dar, în mod normal, costurile sunt foarte mari și riscul de a fi prins este prea mare, așa că astfel de acte sunt izolate. În timpul unei revolte lucrurile se schimbă. Presupunând că un singur individ din mulțime aruncă o piatră, ceea ce este putin probabil, și chiar presupunând că poliția îl identifică pe acela, șansele ca el sa fie arestat sunt mult mai mici decât de obicei. Prioritățile sunt altele.
Pentru a discuta despre panică, autorii iau un exemplu de fenomen care acum nu se mai petrece, dar care a fost cât se poate de real: sălile de teatru care luau foc. În acestea, pericolul de a muri din cauza arsurilor era reletiv mic, comparativ cu cel de a muri strivit de tavanul foarte greu, care se prăbușea. Interesul oricui din sală era să iasă cât mai repede, iar modul cel mai simplu de a obține ceea ce iși dorea fiecare era să iasă înaintea tuturor. Fiecare, cu cât lăsa mai puțini oameni să iasă inaintea sa, cu atât mai repede era în siguranță. Nu ar trebui să ne mire, conchid autorii, că majoritatea victimelor acestor teatre sunt de fapt victime ale celorlalți, care îi calcă in picioare pentru a scăpa.

### Finanțele și politicile maselor
- Inevitabilitatea taxelor și consecințele lor
- Curba Laffer
- Rent–seeking

Pentru rent-seeking, vezi articolul: Plată egală pentru muncă egală

### Colegiul și educația universitară
- Locul universității
- Comportamente de învățare
- Despre poluare

### Economia și vecinii săi din punct de vedere știițific
- Nevoi de bază și comportament uman: o trecere prin psihologie
- Raționalitatea în științele umane și non–umane
- Sociobiologie

### Un cuvânt de despărțire
- Unde ne situăm?